# Élections législatives de 1928 en Charente-Inférieure
 (octobre 2020).
Si vous disposez d'ouvrages ou d'articles de référence ou si vous connaissez des sites web de qualité traitant du thème abordé ici, merci de compléter l'article en donnant les références utiles à sa vérifiabilité et en les liant à la section « Notes et références ».
Les élections législatives de 1928 ont eu lieu les 22 et 29 avril 1928.

## Élus
|   | Circonscription     | Député élu        |  | Groupe parlementaire |
| - | ------------------- | ----------------- |  | -------------------- |
| 1 | Jonzac              | James Sclafer     |  | PRRRS                |
| 2 | Marennes            | William Bertrand  |  | PRRRS                |
| 3 | Rochefort           | Édouard Pouzet    |  | PRS                  |
| 4 | La Rochelle         | André Hesse       |  | PRRRS                |
| 5 | Saintes             | Maurice Palmade   |  | PRRRS                |
| 6 | Saint-Jean d'Angély | Théophile Longuet |  | PRRRS                |

## Résultats à l'échelle du département
| Partis         | Partis                                          | Premier tour | Premier tour | Deuxième tour | Deuxième tour | Sièges |
| Partis         | Partis                                          | Voix         | %            | Voix          | %             | Sièges |
| -------------- | ----------------------------------------------- | ------------ | ------------ | ------------- | ------------- | ------ |
|                | Parti républicain radical et radical-socialiste | 41 378       | 40,80        | 39 367        | 49,16         | 5      |
|                | Union nationale                                 | 40 051       | 39,49        | 30 269        | 37,80         | 0      |
|                | Section française de l'Internationale ouvrière  | 8 202        | 8,09         | 1 135         | 1,42          | 0      |
|                | Parti républicain-socialiste                    | 6 804        | 6,71         | 7 023         | 8,77          | 1      |
|                | Parti communiste-SFIC                           | 4 971        | 4,90         | 2 149         | 2,68          | 0      |
|                | Divers                                          | 19           | 0,02         | 142           | 0,18          | 0      |
|                |                                                 |              |              |               |               |        |
| Inscrits       | Inscrits                                        | 127 250      | 100,00       | 106 318       | 100,00        | 6      |
| Votants        | Votants                                         | 103 283      | 81,17        | 82 563        | 77,66         |        |
| Abstentions    | Abstentions                                     | 23 967       | 18,83        | 23 755        | 22,34         |        |
| Blancs et nuls | Blancs et nuls                                  | 1 858        | 1,80         | 2 478         | 3             |        |
| Exprimés       | Exprimés                                        | 101 425      | 98,20        | 80 085        | 97            |        |

## Résultats par arrondissement

### Arrondissement de Jonzac
| Candidats      | Candidats      | Étiquette       | Premier tour | Premier tour |
| Candidats      | Candidats      | Étiquette       | Voix         | %            |
| -------------- | -------------- | --------------- | ------------ | ------------ |
|                | James Sclafer  | PRRRS           | 9 632        | 54,18        |
|                | Roger          | Union nationale | 7 624        | 42,88        |
|                | Alleaume       | SFIO            | 326          | 1,83         |
|                | Soullard       | PC-SFIC         | 192          | 1,08         |
|                |                | Divers          | 4            | 0,02         |
|                |                |                 |              |              |
| Inscrits       | Inscrits       | Inscrits        | 20 817       | 100,00       |
| Votants        | Votants        | Votants         | 18 071       | 86,81        |
| Abstention     | Abstention     | Abstention      | 2 746        | 13,19        |
| Blancs et nuls | Blancs et nuls | Blancs et nuls  | 293          | 1,62         |
| Exprimés       | Exprimés       | Exprimés        | 17 778       | 98,38        |

### Arrondissement de Marennes
|  | 42,68 |

|  | 53,81 |

|  | 39,87 |

|  | 9,10 |

|  | 8,36 |

|  | 4,22 |

|  | 41,45 |

|  | 0,52 |

### Arrondissement de Rochefort
| Candidats      | Candidats      | Étiquette       | Premier tour | Premier tour | Deuxième tour | Deuxième tour |
| Candidats      | Candidats      | Étiquette       | Voix         | %            | Voix          | %             |
| -------------- | -------------- | --------------- | ------------ | ------------ | ------------- | ------------- |
|                | Édouard Pouzet | PRS             | 4 645        | 35,92        | 6 612         | 49,74         |
|                | Bethmont       | Union nationale | 4 573        | 35,37        | 5 793         | 43,58         |
|                | Flottes        | PRRRS           | 1 640        | 12,68        | Retrait       | Retrait       |
|                | Roger Hymond   | SFIO            | 1 151        | 8,90         | 485           | 3,65          |
|                | Brillouet      | PC-SFIC         | 921          | 7,12         | 404           | 3,04          |
|                |                |                 |              |              |               |               |
| Inscrits       | Inscrits       | Inscrits        | 17 499       | 100,00       | 17 502        | 100,00        |
| Votants        | Votants        | Votants         | 13 135       | 75,06        | 13 409        | 76,61         |
| Abstention     | Abstention     | Abstention      | 4 364        | 24,94        | 4 093         | 23,39         |
| Blancs et nuls | Blancs et nuls | Blancs et nuls  | 205          | 1,56         | 115           | 0,86          |
| Exprimés       | Exprimés       | Exprimés        | 12 930       | 98,44        | 13 294        | 99,14         |

### Arrondissement de La Rochelle
| Candidats      | Candidats      | Étiquette       | Premier tour | Premier tour | Deuxième tour | Deuxième tour |
| Candidats      | Candidats      | Étiquette       | Voix         | %            | Voix          | %             |
| -------------- | -------------- | --------------- | ------------ | ------------ | ------------- | ------------- |
|                | André Hesse    | PRRRS           | 7 405        | 39,56        | 10 523        | 56,09         |
|                | Robert         | Union nationale | 6 599        | 35,25        | 7 452         | 39,72         |
|                | Rondeau        | SFIO            | 2 541        | 13,58        | Retrait       | Retrait       |
|                | Geoffroy       | PC-SFIC         | 1 171        | 6,26         | 759           | 4,05          |
|                | Beineix        | PRS             | 1 002        | 5,35         | Retrait       | Retrait       |
|                | Divers         | Divers          |              |              | 28            | 0,15          |
|                |                |                 |              |              |               |               |
| Inscrits       | Inscrits       | Inscrits        | 23 093       | 100,00       | 23 086        | 100,00        |
| Votants        | Votants        | Votants         | 18 927       | 81,96        | 18 969        | 82,17         |
| Abstention     | Abstention     | Abstention      | 4 166        | 18,04        | 4 117         | 17,83         |
| Blancs et nuls | Blancs et nuls | Blancs et nuls  | 209          | 0,1          | 207           | 0,09          |
| Exprimés       | Exprimés       | Exprimés        | 18 718       | 98,9         | 18 762        | 98,91         |

### Arrondissement de Saintes
| Candidats      | Candidats           | Étiquette       | Premier tour | Premier tour | Deuxième tour | Deuxième tour |
| Candidats      | Candidats           | Étiquette       | Voix         | %            | Voix          | %             |
| -------------- | ------------------- | --------------- | ------------ | ------------ | ------------- | ------------- |
|                | Ernest Albert-Favre | Union nationale | 9 858        | 44,42        | 11 461        | 49,31         |
|                | Maurice Palmade     | PRRRS           | 9 581        | 43,18        | 11 528        | 49,60         |
|                | Grasset             | SFIO            | 1 549        | 6,98         | Retrait       | Retrait       |
|                | Duclaud             | PC-SFIC         | 1 191        | 5,37         | 251           | 1,08          |
|                | Divers              | Divers          | 12           | 0,05         | 3             | 0,01          |
|                |                     |                 |              |              |               |               |
| Inscrits       | Inscrits            | Inscrits        | 28 849       | 100,00       | 28 674        | 100,00        |
| Votants        | Votants             | Votants         | 22 936       | 79,50        | 23 549        | 82,13         |
| Abstention     | Abstention          | Abstention      | 5 913        | 20,50        | 5 125         | 17,87         |
| Blancs et nuls | Blancs et nuls      | Blancs et nuls  | 745          | 3,25         | 306           | 1,3           |
| Exprimés       | Exprimés            | Exprimés        | 22 191       | 96,75        | 23 243        | 98,7          |

### Arrondissement de Saint-Jean-d'Angély
| Candidats      | Candidats         | Étiquette       | Premier tour | Premier tour | Deuxième tour | Deuxième tour |
| Candidats      | Candidats         | Étiquette       | Voix         | %            | Voix          | %             |
| -------------- | ----------------- | --------------- | ------------ | ------------ | ------------- | ------------- |
|                | Théophile Longuet | PRRRS           | 7 364        | 45,12        | 10 094        | 88,82         |
|                | Clément Villeneau | Union nationale | 6 020        | 36,88        | Retrait       | Retrait       |
|                | Gourgand          | SFIO            | 1 408        | 8,63         | Retrait       | Retrait       |
|                | Peyrègne          | PRS             | 1 157        | 7,09         | Retrait       | Retrait       |
|                | Doublet           | PC-SFIC         | 369          | 2,26         | 169           | 1,49          |
|                |                   | Divers          | 3            | 0,02         | 661           | 5,82          |
|                |                   |                 |              |              |               |               |
| Inscrits       | Inscrits          | Inscrits        | 19 679       | 100,00       | 19 743        | 100,00        |
| Votants        | Votants           | Votants         | 16 507       | 57,22        | 13 039        | 66,04         |
| Abstention     | Abstention        | Abstention      | 3 172        | 11,00        | 6 704         | 33,96         |
| Blancs et nuls | Blancs et nuls    | Blancs et nuls  | 186          | 1,13         | 1 674         | 23,84         |
| Exprimés       | Exprimés          | Exprimés        | 16 321       | 98,87        | 11 365        | 87,16         |